# Howard King
Howard King (Merthyr Tydfil, 1946. szeptember 1. –) walesi nemzetközi labdarúgó-játékvezető.

## Pályafutása

### Nemzeti játékvezetés
1976-ban lett az országos keret partbírója. 1979-ben sorolták a League játékvezetői közé. 1992-től a Premier League bírója. Az aktív nemzeti játékvezetéstől 1994-ben vonult vissza.
| Időpont           | Helyszín                              | Mérkőzés típusa        | Mérkőzés                          | Eredmény |
| ----------------- | ------------------------------------- | ---------------------- | --------------------------------- | -------- |
| 1967. október 28. | Highfield Road Stadion, Middlesbrough | első bajnoki mérkőzése | Middlesbrough FC–Coventry City FC | 1 : 2    |

### Nemzetközi játékvezetés
A Walesi labdarúgó-szövetség Játékvezető Bizottsága (JB) terjesztette fel nemzetközi játékvezetőnek, a Nemzetközi Labdarúgó-szövetség (FIFA) 1981-től tartotta nyilván bírói keretében. Több nemzetek közötti válogatott és klubmérkőzést vezetett. A walesi nemzetközi játékvezetők rangsorában, a világbajnokság-Európa-bajnokság sorrendjében többedmagával a 4. helyet foglalja el 5 találkozó szolgálatával. Az aktív nemzetközi játékvezetéstől 1993-ban búcsúzott.

#### Világbajnokság
A világbajnoki döntőhöz vezető úton Spanyolországba a XII., az 1982-es labdarúgó-világbajnokságra, Olaszországba a XIV., az 1990-es labdarúgó-világbajnokságra, valamint Egyesült Államokba a XV., az 1994-es labdarúgó-világbajnokságra a FIFA JB bíróként alkalmazta.

##### 1982-es labdarúgó-világbajnokság
| Időpont           | Helyszín                      | Mérkőzés típusa           | Mérkőzés         | Eredmény | Nézők száma |
| ----------------- | ----------------------------- | ------------------------- | ---------------- | -------- | ----------- |
| 1981. február 22. | Oosterpark Stadion, Groningen | előselejtező (2. csoport) | Hollandia–Ciprus | 3 : 0    | 17 500      |

##### 1990-es labdarúgó-világbajnokság
| Időpont          | Helyszín                    | Mérkőzés típusa           | Mérkőzés        | Eredmény | Nézők száma |
| ---------------- | --------------------------- | ------------------------- | --------------- | -------- | ----------- |
| 1989. június 14. | Laugardalsvöllur, Reykjavík | előselejtező (3. csoport) | Izland–Ausztria | 0 : 0    | 10 535      |

##### 1994-es labdarúgó-világbajnokság
| Időpont          | Helyszín                    | Mérkőzés típusa           | Mérkőzés           | Eredmény | Nézők száma |
| ---------------- | --------------------------- | ------------------------- | ------------------ | -------- | ----------- |
| 1992. október 7. | Laugardalsvöllur, Reykjavik | előselejtező (5. csoport) | Izland–Görögország | 0 : 1    | 5 573       |

#### Európa-bajnokság
Az európai-labdarúgó torna döntőjéhez vezető úton Német Szövetségi Köztársaságba a VIII., az 1988-as labdarúgó-Európa-bajnokságra az UEFA JB játékvezetőként foglalkoztatta.

##### 1988-as labdarúgó-Európa-bajnokság
| Időpont           | Helyszín                       | Mérkőzés típusa           | Mérkőzés             | Eredmény | Nézők száma |
| ----------------- | ------------------------------ | ------------------------- | -------------------- | -------- | ----------- |
| 1986. október 29. | Lokomotiv Stadion, Szimferopol | előselejtező (3. csoport) | Szovjetunió–Norvégia | 4 : 0    | 26 300      |

##### 1992-es labdarúgó-Európa-bajnokság
| Időpont             | Helyszín               | Mérkőzés típusa           | Mérkőzés             | Eredmény | Nézők száma |
| ------------------- | ---------------------- | ------------------------- | -------------------- | -------- | ----------- |
| 1991. augusztus 28. | Ullevaal Stadion, Oslo | előselejtező (3. csoport) | Norvégia–Szovjetunió | 0 : 1    | 25 427      |

#### Brit Bajnokság
1882-ben az Egyesült Királyság brit tagállamainak négy szövetség úgy döntött, hogy létrehoznak egy évente megrendezésre kerülő bajnokságot egymás között. Az utolsó bajnoki idényt 1983-ban tartották meg.
| Időpont         | Helyszín                      | Mérkőzés típusa | Mérkőzés              | Eredmény |
| --------------- | ----------------------------- | --------------- | --------------------- | -------- |
| 1983. május 28. | Windsor Park Stadion, Belfast | csoportmérkőzés | Észak-Írország–Anglia | 0 : 0    |